# تيموثي إي. ألسويرث
تيموثي إي. ألسويرث (بالإنجليزية: Timothy E. Ellsworth)‏ هو سياسي أمريكي، ولد في 21 سبتمبر 1836، وتوفي في 10 فبراير 1904. حزبياً، نشط في الحزب الجمهوري. وقد انتخب عضو مجلس ولاية نيويورك.